# Front fill

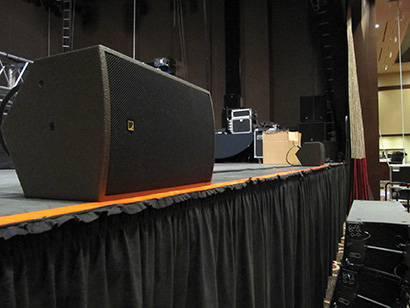
Deux enceintes en position « front fill » sur le devant d'une scène.

Front fill est un anglicisme très utilisé dans le milieu de la sonorisation. Mot à mot « front fill » se traduit «remplissage devant» et désigne la ou les enceintes utilisées pour apporter du son aux premiers rangs du public, qui ne sont généralement pas dans la zone sonore des enceintes principales. Les front fills sont dans la plupart des cas posés et répartis uniformément sur le devant de la scène, ou bien suspendus seuls ou en grappes Line array,,,,.